# Občina Kidričevo
Občina Kidričevo je občina in naselje v Republiki Sloveniji. Kraj se je pred drugo svetovno vojno imenoval Strnišče (nemško Sternthal; Šterntal), nato pa so ga preimenovali po tedanjem slovenskemu politiku, Borisu Kidriču. Kidričevo je znano po tovarni aluminija Talum.

## Naselja v občini
Apače, Cirkovce, Dragonja vas, Kidričevo, Kungota pri Ptuju, Lovrenc na Dravskem polju, Mihovce, Njiverce, Pleterje, Pongrce, Spodnje Jablane, Spodnji Gaj pri Pragerskem, Starošince, Stražgonjca, Strnišče, Šikole, Zgornje Jablane, Župečja vas

## Osebnosti
- Janko Urbas (1877–1968) gozdarski strokovnjak, strokovni pisec srednješolskih učbenikov
- Franc Čuček (1882–1969) veletrgovec, industrialec[3]
- Vinko Korže (1895–1962) pisec ljudskih iger, kulturni delavec, pobudnik in ustanovitelj folklorne skupine Cirkovce, organizator za snemanje dokumentarnih filmov, gostilničar
- Roža Piščanec (1923–2006) slikarka in ilustratorka
- Anton Brglez (1927–2014) kulturni delavec, dolgoletni vodja in predsednik folklornega društva v Cirkovcah, predsednik Cirkovškega planinskega društva, nekdanji predsednik in častni predsednik CIOFF Slovenije, častni občan občine Kidričevo 2005
- Zdenko Kodrič (*1949) novinar, dramatik, pisatelj, častni občan občine Kidričevo 2004, Grumov nagrajenec
- Sonja Votolen (*1956), slavistka, anglistka, pesnica, pisateljica, dramatičarka, publicistka, učiteljica
- Viljem Podgoršek (*1957); gimnazijski profesor, zbiratelj, lastnik zasebnega muzeja mineralov in fosilov Pangea v Dragonji vasi, pisec strokovnih člankov, popotnik
- Rosvita Pesek (*1965) novinarka, TV voditeljica, urednica
- Radovan Pulko (*1971) geograf, zgodovinar, soustanovitelj in predsednik Zgodovinskega društva Kidričevo, avtor turistično-zgodovinske poti v Kidričevem

## Nagrade in priznanja
- 2015: Steletovo priznanje za obnovo dvorca Sternthal[4]